# Gergebil
Gergebil (russisch Герге́биль, awarisch Хьаргаби) ist ein Dorf (selo) in der Republik Dagestan in Russland mit 5195 Einwohnern (Stand 14. Oktober 2010).

## Geographie
Der Ort liegt gut 60 km Luftlinie südwestlich der Republikhauptstadt Machatschkala im nordöstlichen Teil des Großen Kaukasus. Er befindet sich bei der Mündung des Kasikumuchskoje Koisu in den Karakoisu, einen rechten Nebenfluss des Awarskoje Koisu. In der engen Schlucht des Karakoisu etwa 5 km südwestlich (flussaufwärts) von Gergebil wurde zwischen 1930 und 1940 die erste Talsperre Dagestans mit Wasserkraftwerk errichtet (rekonstruiert 1956–1960 und 1989–1993).
Gergebil ist Verwaltungszentrum des Rajons Gergebilski sowie Sitz und einzige Ortschaft der Landgemeinde (selskoje posselenije) Selo Gergebil. Das Dorf ist fast ausschließlich von Awaren bewohnt.

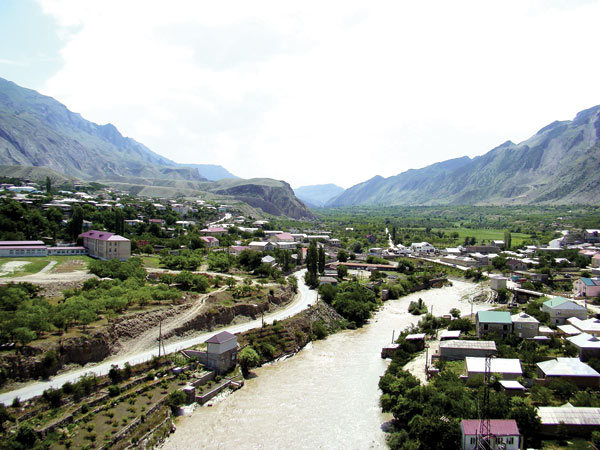
Blick auf Gergebil
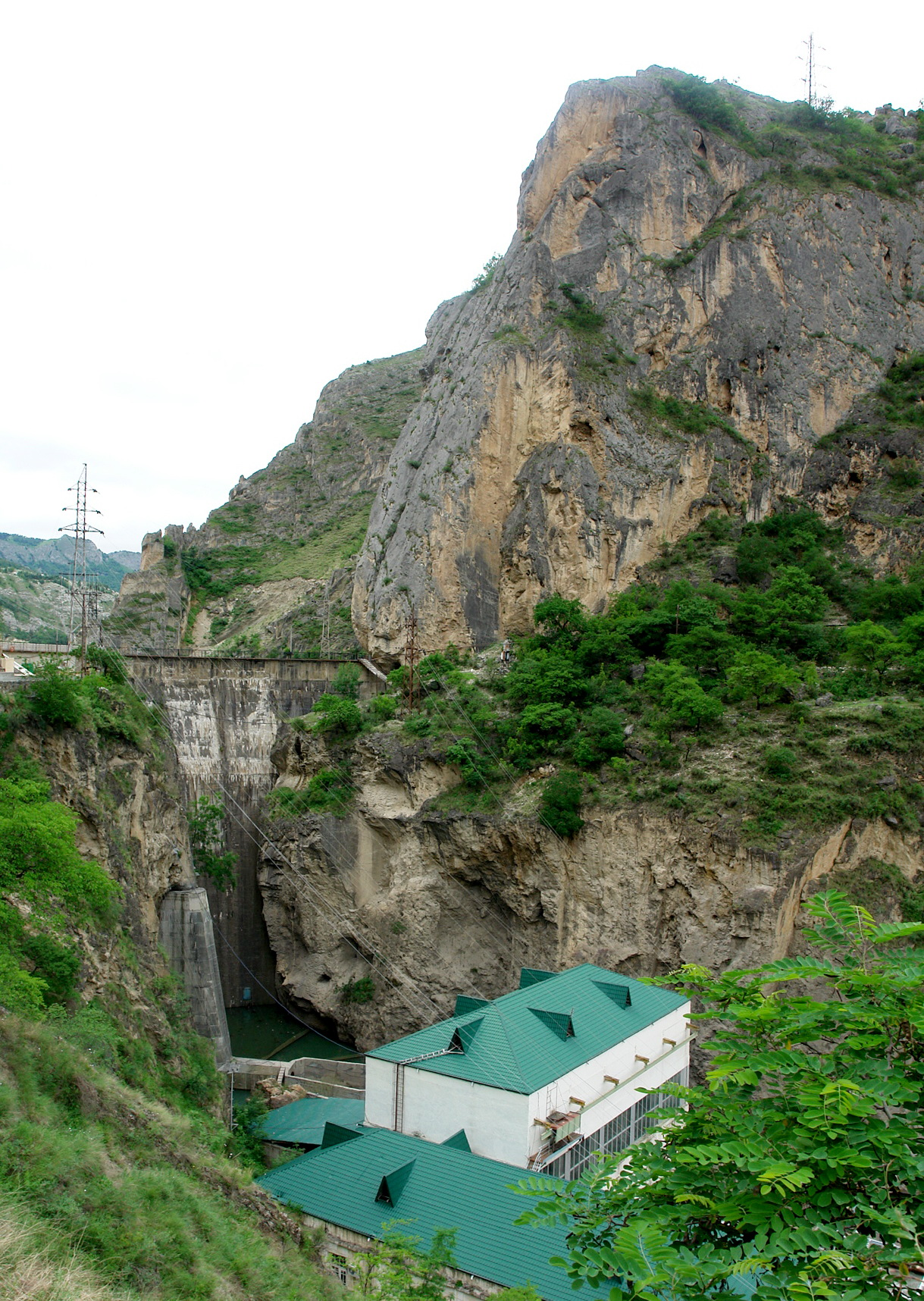
Staumauer des Gergebiler Stausees mit Wasserkraftwerk
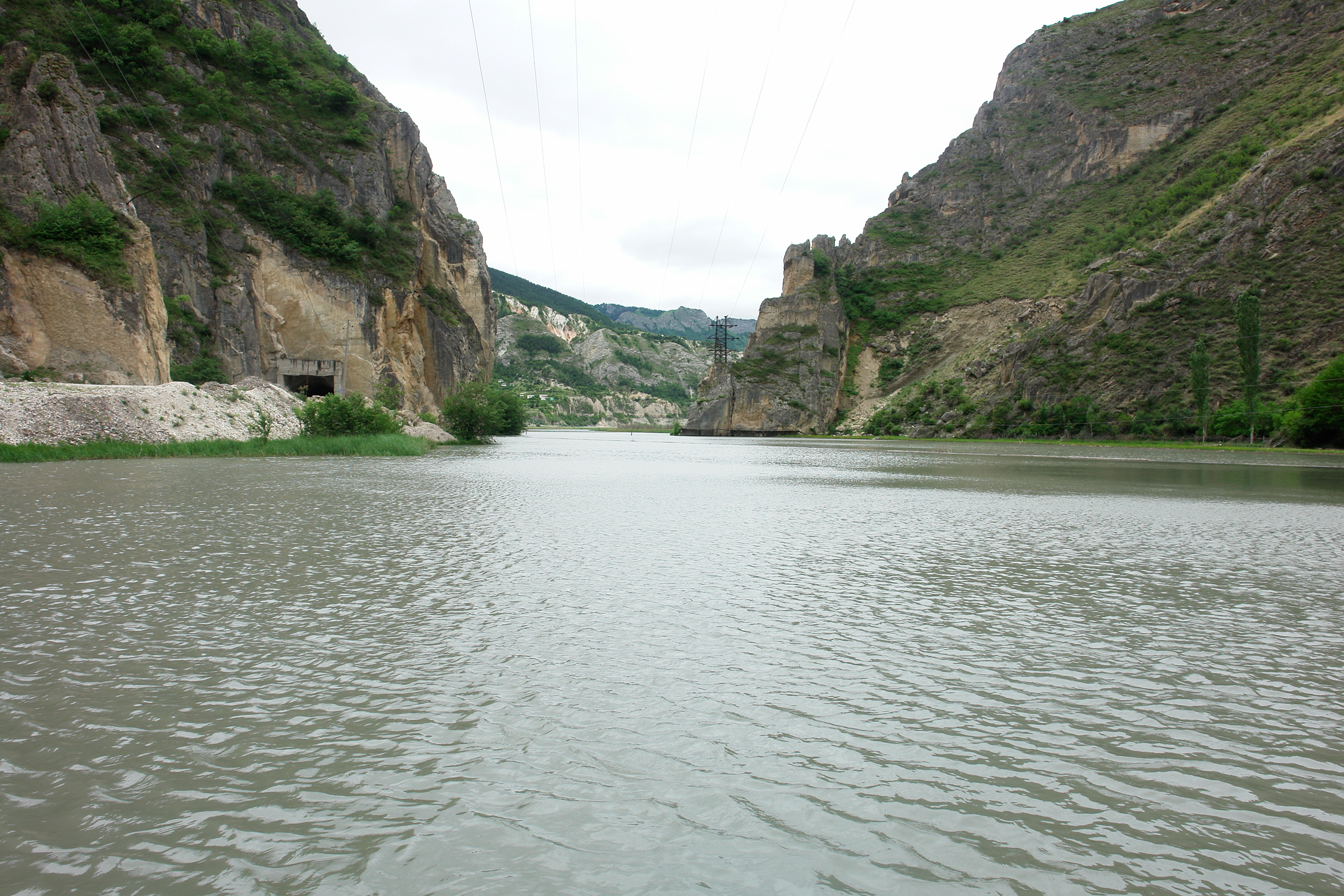
Gergebiler Stausee

## Geschichte
Der Ort entstand im Mittelalter, vermutlich nicht später als im 13. Jahrhundert. Während des Kaukasuskrieges errichtete die russische Armee unter General Johann (Karl) Fäsi dort einen Militärposten. Am 30. August 1944 wurde Gergebil Verwaltungssitz eines neu geschaffenen, nach ihm benannten Rajons.

### Bevölkerungsentwicklung
| Jahr | Einwohner |
| ---- | --------- |
| 1897 | 1428      |
| 1959 | 2600      |
| 1970 | 3217      |
| 1979 | 3366      |
| 1989 | 3755      |
| 2002 | 4770      |
| 2010 | 5195      |

Anmerkung: Volkszählungsdaten

## Verkehr
Gergebil liegt an der Regionalstraße 82K-009, die 10 km nordwestlich bei der Arakani-Brücke (Arakanski most) an der Mündung des Karakoisu in den Awarskoje Koisu beginnt und weiter zu den südöstlichen Rajonzentren Kumuch, Watschi, Tpig, Chiw und Kassumkent führt. Den Karakoisu aufwärts besteht über die Regionalstraße 82K-035 Anschluss an die 10 km entfernt vorbeiführende 82K-005 von Machatschkala über Buinaksk und Lewaschi weiter nach Gunib. Die nächstgelegenen Bahnstationen befinden sich im per Luftlinie knapp 40 km in nördlicher Richtung entfernten Buinaksk, Endpunkt einer Nebenstrecke von Schamchal bei Machatschkala, sowie 70 km östlich in Isberbasch, erreichbar über Lewaschi – Sergokala, an der Strecke Rostow am Don – Machatschkala – Baku.

## Persönlichkeiten
- Akhmed Tazhudinov (* 2003), bahrainischer Ringer